# Parafossarulus manchouricus
Parafossarulus manchouricus là một loài ốc nước ngọt có mang và một nắp mang ở,một prosobranch nhuyễn thể động vật thủy sản trong họ Bithyniidae.
Nó là loài có tầm quan trọng về y khoa cho Clonorchis sinensis ở Đông Á.
Số nhiễm sắc thể đơn bội của Parafossarulus manchouricus là n=17.

## Phân loài
- Parafossarulus manchouricus japonicus (Pilsbry, 1901)

## Phân bố
Nhật Bản (Honshū, Kyushu và Shikoku), Triều Tiên, Đài Loan and China.

## Biotope
Parafossarulus manchouricus sống trong các ao nông và trong các kênh thủy lợi.

## Ký sinh
Parafossarulus manchouricus một vật trung gian thứ nhất cho Clonorchis sinensis.
- Parafossarulus manchouricus japonicus (Pilsbry, 1901)

## Phân bố
Japan (Honshū, Kyushu và Shikoku), Korea, Taiwan and China.